# Tony De Santis
Pour les articles homonymes, voir De Santis.
Tony De Santis est un acteur canadien, né à Montréal en 1956.

## Filmographie
- 1976 : The Ritz : Balloon Man
- 1983 : Le Feu de la danse (Flashdance) : Waiter #2
- 1984 : The Surrogate : Bar Waiter
- 1985 : Reckless Disregard (TV) : Patient
- 1986 : Doing Life (TV) : Sal
- 1986 : Mafia Princess (TV) : Joey Leone
- 1987 : Covert Action (TV) : Ortega
- 1987 : Les Envoûtés (The Believers) : Precinct detective
- 1987 : Nightstick (TV) : Jerry Bantam
- 1987 : L'Emprise du mal (Echoes in the Darkness) (TV) : Lou De Santis
- 1988 : Short Circuit 2 - Appelez-moi Johnny 5 (Short Circuit 2) : Chauffeur de taxi russe
- 1989 : Buying Time : Detective Delori
- 1989 : Mélodie pour un meurtre (Sea of Love) : Clipboard Guy #1
- 1991 : F/X2, effets très spéciaux (F/X2) : Det. Santoni
- 1992 : Last Wish (TV) : Editor
- 1992 : In the Eyes of a Stranger (TV)
- 1992 : Le Meurtrier de l'Illinois (To Catch a Killer) (TV) : Delta Squad Detective Craig DeMarco
- 1993 : À la recherche de Bobby Fischer (Searching for Bobby Fischer) : Journalist
- 1994 : Bermuda Grace (TV) : Hector
- 1994 : Model by Day (TV) : Erickson
- 1994 : Getting Gotti (TV) : Di Cicco
- 1994 : La Mort au bout du chemon (Fatal Vows: The Alexandra O'Hara Story) (TV) : Ray Pagan
- 1995 : Prince for a Day (TV) : Pascal
- 1995 : Entre l'amour et l'honneur (Between Love & Honor) (TV)
- 1995 : The Shamrock Conspiracy (TV) : Barney
- 1996 : Snitch : Angry tenant
- 1996 : Coup de force (Gridlock) (TV) : Bane
- 1996 : Gotti (TV) : John Favara
- 1997 : North Shore Fish (TV) : Eddie Asaro
- 1997 : The Defenders: Payback (TV) : Mr. Kuhlman
- 1998 : Blackjack (TV) : Detective Trini
- 1998 : Naked City: Justice with a Bullet (TV) : Coroner
- 1998 : Naked City: A Killer Christmas (en) (TV) : Coroner Rosen
- 1999 : Omertà, le dernier des hommes d'honneur (série TV) : Jimmy Vaccaro
- 2000 : Dirty Pictures (TV) : Floyd
- 2000 : Task Force: Caviar (TV) : Michel
- 2002 : Narc : Medical Examiner Art Harlan
- 2005 : Stone Cold (TV) : Joe Marino
- 2010 : Les Rescapés  (TV)
- 2010 : Red : Agent de sécurité de la CIA